# Drupella
Drupella is een geslacht van weekdieren uit de klasse van de Gastropoda (slakken).

## Soorten
- Drupella cornus (Röding, 1798)
- Drupella eburnea (Küster, 1862)
- Drupella fragum (Blainville, 1832)
- Drupella margariticola (Broderip, 1833)
- Drupella minuta Fujioka, 1984
- Drupella rugosa (Born, 1778)